# Bambusa Kvindeligaen 2022-23
Bambusa Kvindeligaen 2022-23 var den 87. sæson af Damehåndboldligaen, der startede med første ligakamp den. 30. august 2022. 
Ligaen havde deltagelse af 14 hold, hvoraf SønderjyskE Håndbold var oprykket til ligaen den forgangne sæson.
Den 10. november 2022 begærede Randers HK sig selv konkurs, hvorfor holdet blev trukket ud af ligaen, og alle holdets resultater blev annulleret.
Team Esbjerg vandt deres fjerde danske mesterskab i overlegent stil, med to sejre i finaleserien over Odense Håndbold.

## Format
Turneringen bliver afviklet med et grundspil og et slutspil. I grundspillet spiller alle holdene mod hinanden ude og hjemme, hvorefter de otte bedste hold går videre til slutspillet, mens det nederst placerede hold rykker direkte ned i 1. division. De resterende hold på 9.- til 13.-pladsen spiller nedrykningsgruppe, hvor det lavest placeret hold spiller playoff-kampe mod nummer to og tre fra 1. division, om den sidste ledige plads i næste sæsons liga. Vinderne af 1. division rykker automatisk op.
Slutspillet for de bedste hold foregår i to puljer af fire hold, der spiller alle-mod-alle ude og hjemme. De to bedst placerede hold i hver pulje går videre til semifinalerne. Semifinalerne bliver spillet bedst af tre kampe, og vinderne af semifinalerne går i finalen, mens taberne spiller bronzekamp. Begge disse opgør bliver ligeledes spillet bedst af tre kampe.

## Klubber
| Hold                          | Sted             | Hal                    | Kapacitet | København Nykøbing SønderjyskE Odense Esbjerg Horsens Aarhus Silkeborg‑Voel Skanderborg Ringkøbing Ikast Randers Viborg Ajax |
| SønderjyskE Håndbold          | Aabenraa         | Arena Aabenraa         | 1.480     | København Nykøbing SønderjyskE Odense Esbjerg Horsens Aarhus Silkeborg‑Voel Skanderborg Ringkøbing Ikast Randers Viborg Ajax |
| Nykøbing Falster Håndboldklub | Nykøbing Falster | Lånlet Arena           | 1.300     | København Nykøbing SønderjyskE Odense Esbjerg Horsens Aarhus Silkeborg‑Voel Skanderborg Ringkøbing Ikast Randers Viborg Ajax |
| Aarhus United                 | Aarhus           | Ceres Stadionhal       | 1.200     | København Nykøbing SønderjyskE Odense Esbjerg Horsens Aarhus Silkeborg‑Voel Skanderborg Ringkøbing Ikast Randers Viborg Ajax |
| Ikast Håndbold                | Ikast            | IBF Arena              | 2.850     | København Nykøbing SønderjyskE Odense Esbjerg Horsens Aarhus Silkeborg‑Voel Skanderborg Ringkøbing Ikast Randers Viborg Ajax |
| HH Elite                      | Horsens          | Forum Horsens          | 4.000     | København Nykøbing SønderjyskE Odense Esbjerg Horsens Aarhus Silkeborg‑Voel Skanderborg Ringkøbing Ikast Randers Viborg Ajax |
| København Håndbold            | København        | Frederiksberg-Hallerne | 1.468     | København Nykøbing SønderjyskE Odense Esbjerg Horsens Aarhus Silkeborg‑Voel Skanderborg Ringkøbing Ikast Randers Viborg Ajax |
| Ajax København                | København        | Bavnehøj-Hallen        | 1.000     | København Nykøbing SønderjyskE Odense Esbjerg Horsens Aarhus Silkeborg‑Voel Skanderborg Ringkøbing Ikast Randers Viborg Ajax |
| Ringkøbing Håndbold           | Ringkøbing       | Green Sports Arena     | 1.000     | København Nykøbing SønderjyskE Odense Esbjerg Horsens Aarhus Silkeborg‑Voel Skanderborg Ringkøbing Ikast Randers Viborg Ajax |
| Randers HK                    | Randers          | Arena Randers          | 3.000     | København Nykøbing SønderjyskE Odense Esbjerg Horsens Aarhus Silkeborg‑Voel Skanderborg Ringkøbing Ikast Randers Viborg Ajax |
| Silkeborg-Voel KFUM           | Silkeborg        | Jysk Arena             | 3.000     | København Nykøbing SønderjyskE Odense Esbjerg Horsens Aarhus Silkeborg‑Voel Skanderborg Ringkøbing Ikast Randers Viborg Ajax |
| Team Esbjerg                  | Esbjerg          | Blue Water Dokken      | 2.549     | København Nykøbing SønderjyskE Odense Esbjerg Horsens Aarhus Silkeborg‑Voel Skanderborg Ringkøbing Ikast Randers Viborg Ajax |
| Viborg HK                     | Viborg           | Vibocold Arena Viborg  | 3.000     | København Nykøbing SønderjyskE Odense Esbjerg Horsens Aarhus Silkeborg‑Voel Skanderborg Ringkøbing Ikast Randers Viborg Ajax |
| Odense Håndbold               | Odense           | Sydbank Arena Odense   | 2.256     | København Nykøbing SønderjyskE Odense Esbjerg Horsens Aarhus Silkeborg‑Voel Skanderborg Ringkøbing Ikast Randers Viborg Ajax |
| Skanderborg Håndbold          | Skanderborg      | Fælledhallen           | 1.700     | København Nykøbing SønderjyskE Odense Esbjerg Horsens Aarhus Silkeborg‑Voel Skanderborg Ringkøbing Ikast Randers Viborg Ajax |

### Personale og trøjer
| Hold                          | Direktør                   | Cheftræner         | Spilledragtproducent | Hovedsponsor                                                           |
| ----------------------------- | -------------------------- | ------------------ | -------------------- | ---------------------------------------------------------------------- |
| Silkeborg-Voel KFUM           | Mikael Bak                 | Jakob Andreasen    | adidas               | Wila A/S, JYSK                                                         |
| Ikast Håndbold                | Jakob Mølgaard Christensen | Kasper Christensen | Mizuno               | Sport 24, Danspin A/S, IBF A/S, Klimahuse A/S                          |
| HH Elite                      | Jørgen Møller              | Jan Leslie         | hummel               | Badelement                                                             |
| Aarhus United                 | Mads Hyllested Winther     | Heine Eriksen      | H2O Sportswear       | Vestjysk Bank, Koncenton A/S                                           |
| København Håndbold            | Henriette Mærsk            | Rasmus Overby      | Kelme                | Strategic Investments, GF Forsikring                                   |
| Nykøbing Falster Håndboldklub | Kennet Berlin              | Jakob Larsen       | Puma                 | Basisbank, Scandlines                                                  |
| Ringkøbing Håndbold           | Charlotte Christensen      | Jesper Holmris     | hummel               | Vestjysk Bank                                                          |
| Randers HK                    | Per Rasmussen              | Ole Bitsch         | Craft Sportswear     | Sparekassen Kronjylland                                                |
| Ajax København                | Mathias Berg               | Rasmus Poulsen     | adidas               | Det Faglige Hus                                                        |
| Skanderborg Håndbold          | Jens Christensen           | Jeppe Vestergaard  | Puma                 | AVK Danmark, Skanderborg Kommune                                       |
| Odense Håndbold               | Niels Eriksen              | Ulrik Kirkely      | Craft Sportswear     | Sydbank                                                                |
| SønderjyskE Håndbold          | Klaus B. Rasmussen         | Peter Nielsen      | hummel               | Sydbank                                                                |
| Viborg HK                     | Jørgen Hansen              | Jakob Vestergaard  | Puma SE              | Spar Nord, Peter Larsen Kaffe, Sport 24, Tefcold A/S, Back Gruppen A/S |
| Team Esbjerg                  | Hans Christian Warrer      | Jesper Jensen      | hummel               | Blue Water Shipping, Pedersen Gruppen, Skechers                        |

### Udenlandske spillere
Oversigten er opdateret til og med 24. august 2022.
| Klub                 | Spiller 1                     | Spiller 2               | Spiller 3                 | Spiller 4          | Spiller 5            | Spiller 6              | Spiller 7      | Spiller 8     | Spiller 9          | Spiller 10   |
| -------------------- | ----------------------------- | ----------------------- | ------------------------- | ------------------ | -------------------- | ---------------------- | -------------- | ------------- | ------------------ | ------------ |
| Odense Håndbold      | Lois Abbingh                  | Bo van Wetering         | Kelly Vollebregt          | Maren Aardahl      | Martina Thörn        | Larissa Nüsser         | Dione Housheer | Ayaka Ikehara | Noémi Háfra        | Tonje Løseth |
| Team Esbjerg         | Vilde Mortensen Ingstad       | Sanna Solberg-Isaksen   | Kristine Breistøl         | Henny Reistad      | Beyza Türkoğlu       | Marit Røsberg Jacobsen | Dinah Eckerle  | Nora Mørk     | Julie Bøe Jacobsen |              |
| Viborg HK            | Moa Högdahl                   | Mathilde Rivas Toft     | Tonje Enkerud             | Melissa Petrén     | Kerstin Kündig       | Charité Mumbongo       | Emilie Hovden  |               |                    |              |
| Aarhus United        | Thea Stankiewicz              | Nora Persson            | Katarina Bjørnskau Berens | Marielle Martinsen | June Bøttger         | Malene Aambakk         | Sabine Englert |               |                    |              |
| Ringkøbing Håndbold  | Elín Þorsteinsdóttir          | Marigona Hajdari        | Leonora Demaj             | Marit Huiberts     | Linnéa Björkman      | Lovísa Thompson        |                |               |                    |              |
| Ikast Håndbold       | Stine Skogrand                | Ingvild Bakkerud        | Emma Lindqvist            | Vilde Johansen     | Jessica Ryde         | Andrea Austmo Pedersen |                |               |                    |              |
| Nykøbing Falster HK  | Nikita van der Vliet          | Mia Svele               | Annika Fríðheim Petersen  | Estavana Polman    | Tyra Axnér           | Marie-Hélène Sajka     |                |               |                    |              |
| HH Elite             | Nina Dano                     | Kristin Thorleifsdóttir | Emily Stang Sando         | Claudia Rompen     | Tamara Haggerty      | Hege Løken             |                |               |                    |              |
| København Håndbold   | Sofia Hvenfelt                | Karoline Lund           | Kim Molenaar              | Katharina Filter   | Silje Brøns Petersen | Pernille Brandenborg   |                |               |                    |              |
| Ajax København       | Lív Sveinbjørnsdóttir Poulsen | Rakul Wardum            | Súna Hansen               | Chantal Wick       |                      |                        |                |               |                    |              |
| Silkeborg-Voel KFUM  | Eira Aune                     | Filippa Idéhn           | Mathilda Lundström        |                    |                      |                        |                |               |                    |              |
| Skanderborg Håndbold | Emma Friberg                  | Steinunn Hansdóttir     |                           |                    |                      |                        |                |               |                    |              |
| SønderjyskE          | Eline Osland                  |                         |                           |                    |                      |                        |                |               |                    |              |

| Land           | Spillere      |
| -------------- | ------------- |
| Norge          | 27            |
| Sverige        | 15            |
| Holland        | 11            |
| Færøerne       | 5             |
| Tyskland       | 4             |
| Island         | 3             |
| Kosovo         | 2             |
| Schweiz        | 2             |
| Tyrkiet        | 1             |
| Japan          | 1             |
| Frankrig       | 1             |
| Ungarn         | 1             |
| Spillere i alt | 73 udlændinge |

| Klub                          | Spillere |
| ----------------------------- | -------- |
| Odense Håndbold               | 10       |
| Team Esbjerg                  | 9        |
| Viborg HK                     | 7        |
| Aarhus United                 | 7        |
| Ikast Håndbold                | 6        |
| Nykøbing Falster Håndboldklub | 6        |
| HH Elite                      | 6        |
| Ringkøbing Håndbold           | 6        |
| København Håndbold            | 6        |
| Ajax København                | 4        |
| Silkeborg-Voel KFUM           | 3        |
| Skanderborg Håndbold          | 2        |
| SønderjyskE Håndbold          | 1        |

## Grundspil

### Stilling
| Pos | Hold                          | K  | V  | U | T  | M+  | M-  | MF   | P  | Kvalifikation eller nedrykning |
| --- | ----------------------------- | -- | -- | - | -- | --- | --- | ---- | -- | ------------------------------ |
| 1   | Odense Håndbold               | 24 | 21 | 1 | 2  | 760 | 580 | +180 | 43 | Slutspil og Champions League   |
| 2   | Team Esbjerg                  | 24 | 20 | 1 | 3  | 757 | 572 | +185 | 41 | Slutspil                       |
| 3   | Ikast Håndbold                | 24 | 18 | 0 | 6  | 697 | 580 | +117 | 36 | Slutspil                       |
| 4   | Nykøbing Falster Håndboldklub | 24 | 15 | 0 | 9  | 714 | 661 | +53  | 30 | Slutspil                       |
| 5   | Viborg HK                     | 24 | 14 | 2 | 8  | 676 | 642 | +34  | 30 | Slutspil                       |
| 6   | København Håndbold            | 24 | 14 | 1 | 9  | 671 | 672 | −1   | 29 | Slutspil                       |
| 7   | Silkeborg-Voel KFUM           | 24 | 9  | 3 | 12 | 650 | 678 | −28  | 21 | Slutspil                       |
| 8   | Aarhus United                 | 24 | 8  | 3 | 13 | 599 | 633 | −34  | 19 | Slutspil                       |
| 9   | HH Elite                      | 24 | 8  | 2 | 14 | 595 | 679 | −84  | 18 | Nedrykningsgruppe              |
| 10  | Ringkøbing Håndbold           | 24 | 7  | 1 | 16 | 630 | 719 | −89  | 15 | Nedrykningsgruppe              |
| 11  | SønderjyskE Håndbold          | 24 | 6  | 0 | 18 | 598 | 690 | −92  | 12 | Nedrykningsgruppe              |
| 12  | Skanderborg Håndbold          | 24 | 5  | 1 | 18 | 626 | 743 | −117 | 11 | Nedrykningsgruppe              |
| 13  | Ajax København                | 24 | 3  | 1 | 20 | 542 | 666 | −124 | 7  | Nedrykningsgruppe              |
| 14  | Randers HK                    | 0  | 0  | 0 | 0  | 0   | 0   | 0    | 0  | Konkurs                        |

### Nedrykningsspil
| Pos | Hold                 | K | V | U | T | M+  | M-  | MF  | P | Kvalifikation      |
| --- | -------------------- | - | - | - | - | --- | --- | --- | - | ------------------ |
| 1   | HH Elite             | 4 | 2 | 1 | 1 | 125 | 110 | +15 | 7 |                    |
| 2   | Ringkøbing Håndbold  | 4 | 2 | 1 | 1 | 113 | 111 | +2  | 7 |                    |
| 3   | SønderjyskE Håndbold | 4 | 3 | 0 | 1 | 114 | 122 | −8  | 7 |                    |
| 4   | Skanderborg Håndbold | 4 | 1 | 1 | 2 | 127 | 124 | +3  | 4 |                    |
| 5   | Ajax København       | 4 | 0 | 1 | 3 | 100 | 112 | −12 | 1 | Nedrykningsplayoff |

1. ↑  HH Elite tog 2 point med fra grundspillet
2. ↑  Ringkøbing Håndbold tog 2 point med fra grundspillet
3. ↑  SønderjyskE tog 1 point med fra grundspillet
4. ↑  Skanderborg Håndbold tog 1 point med fra grundspillet

## Slutspil

### Pulje 1
| Pos | Hold                | K | V | U | T | M+  | M-  | MF  | P  | Kvalifikation |
| --- | ------------------- | - | - | - | - | --- | --- | --- | -- | ------------- |
| 1   | Odense Håndbold     | 6 | 6 | 0 | 0 | 203 | 155 | +48 | 14 | Semifinale    |
| 2   | Nykøbing Falster HK | 6 | 2 | 1 | 3 | 164 | 177 | −13 | 6  | Semifinale    |
| 3   | Viborg HK           | 6 | 2 | 0 | 4 | 175 | 186 | −11 | 4  |               |
| 4   | Aarhus United       | 6 | 1 | 1 | 4 | 164 | 188 | −24 | 3  |               |

1. ↑  Inkl. 2 bonuspoint
2. ↑  Inkl. 1 bonuspoint

### Pulje 2
| Pos | Hold                | K | V | U | T | M+  | M-  | MF  | P  | Kvalifikation |
| --- | ------------------- | - | - | - | - | --- | --- | --- | -- | ------------- |
| 1   | Team Esbjerg        | 6 | 6 | 0 | 0 | 221 | 139 | +82 | 14 | Semifinale    |
| 2   | Ikast Håndbold      | 6 | 3 | 0 | 3 | 174 | 172 | +2  | 7  | Semifinale    |
| 3   | København Håndbold  | 6 | 3 | 0 | 3 | 166 | 190 | −24 | 6  |               |
| 4   | Silkeborg-Voel KFUM | 6 | 0 | 0 | 6 | 155 | 215 | −60 | 0  |               |

1. ↑  Inkl. 2 bonuspoint
2. ↑  Inkl. 1 bonuspoint

### Playoff

#### Semifinale
| Dato    | Dato    | Dato    | Hjemmehold i 1. kamp | Hjemmehold i 2. kamp          | Resultat | Resultat | Resultat |
| 1. kamp | 2. kamp | 3. kamp | Hjemmehold i 1. kamp | Hjemmehold i 2. kamp          | 1. kamp  | 2. kamp  | 3. kamp  |
| ------- | ------- | ------- | -------------------- | ----------------------------- | -------- | -------- | -------- |
| 20.05   | 23.05   |         | Team Esbjerg         | Nykøbing Falster Håndboldklub | 30-25    | 31-19    |          |
| 20-05   | 23.05   | 27.05   | Odense Håndbold      | Ikast Håndbold                | 25-27    | 26-24    | 27-24    |

- Der spilledes bedst af 3 kampe. I tilfælde af pointlighed efter kamp 2, spilledes en afgørende 3. kamp.

#### Bronzekamp
| 30.05 | 08.06 | Ikast Håndbold | Nykøbing Falster Håndboldklub | 33-31 | 27-24 |

- Der spilledes bedst af 3 kampe. I tilfælde af pointlighed efter kamp 2, spilledes en afgørende 3. kamp.

### Finale
| Dato    | Dato    | Hjemmehold i 1. kamp Blue Water Dokken | Hjemmehold i 2. kamp Sydbank Arena | Resultat | Resultat |
| 1. kamp | 2. kamp | Hjemmehold i 1. kamp Blue Water Dokken | Hjemmehold i 2. kamp Sydbank Arena | 1. kamp  | 2. kamp  |
| ------- | ------- | -------------------------------------- | ---------------------------------- | -------- | -------- |
| 30.05   | 08.06   | Team Esbjerg                           | Odense Håndbold                    | 26-27    | 34-21    |

- Der spilledes bedst af 3 kampe. I tilfælde af pointlighed efter kamp 2, spilledes en afgørende 3. kamp.

## Statistik

### Topscorerliste
| Nr. | Spiller            | Klub                 | Mål |
| --- | ------------------ | -------------------- | --- |
| 1   | Jane Mejlvang      | Ringkøbing Håndbold  | 152 |
| 2   | Stine Jørgensen    | København Håndbold   | 146 |
| 3   | Mathilde Neesgaard | Aarhus United        | 144 |
| 4   | Henny Reistad      | Team Esbjerg         | 140 |
| 5   | Emilie Hovden      | Viborg HK            | 139 |
| 6   | Rikke Hoffbeck     | Skanderborg Håndbold | 135 |
| 7   | Anna Grundtvig     | Ajax København       | 132 |
| 8   | Natasja Andreasen  | Silkeborg-Voel KFUM  | 120 |
| 9   | Elma Halilcevic    | Nykøbing Falster HK  | 117 |
| 10  | Eira Aune          | Silkeborg-Voel KFUM  | 113 |
| 10  | Ingvild Bakkerud   | Ikast Håndbold       | 113 |

| Nr. | Spiller            | Klub                 | Mål |
| --- | ------------------ | -------------------- | --- |
| 1   | Henny Reistad      | Team Esbjerg         | 204 |
| 2   | Jane Mejlvang      | Ringkøbing Håndbold  | 184 |
| 3   | Stine Jørgensen    | København Håndbold   | 182 |
| 4   | Mathilde Neesgaard | Aarhus United        | 181 |
| 5   | Elma Halilcevic    | Nykøbing Falster HK  | 171 |
| 6   | Emilie Hovden      | Viborg HK            | 170 |
| 7   | Rikke Hoffbeck     | Skanderborg Håndbold | 163 |
| 7   | Anna Grundtvig     | Ajax København       | 163 |
| 9   | Dione Housheer     | Odense Håndbold      | 161 |
| 9   | Ingvild Bakkerud   | Ikast Håndbold       | 161 |

| Position     | Spiller          | Klub                 |
| ------------ | ---------------- | -------------------- |
| Målvogter    | Katharina Filter | København Håndbold   |
| Højre fløj   | Emilie Hovden    | Viborg HK            |
| Højre Back   | Dione Housheer   | Odense Håndbold      |
| Playmaker    | Henny Reistad    | Team Esbjerg         |
| Venstre Back | Stine Jørgensen  | København Håndbold   |
| Venstre fløj | Rikke Hoffbeck   | Skanderborg Håndbold |
| Stregspiller | Alberte Simonsen | Ringkøbing Håndbold  |

| Position       | Spiller                 | Klub                          |
| -------------- | ----------------------- | ----------------------------- |
| Målvogter      | Anna Kristensen         | Team Esbjerg                  |
| Højre fløj     | Emilie Hovden           | Viborg HK                     |
| Højre Back     | Dione Housheer          | Odense Håndbold               |
| Playmaker      | Henny Reistad           | Team Esbjerg                  |
| Venstre Back   | Stine Jørgensen         | København Håndbold            |
| Venstre fløj   | Elma Halilcevic         | Nykøbing Falster Håndboldklub |
| Stregspiller   | Vilde Mortensen Ingstad | Team Esbjerg                  |
| Bedste spiller | Henny Reistad           | Team Esbjerg                  |
| Årets talent   | Julie Scaglione         | Ikast Håndbold                |

## Eksterne links
- Stilling hos Divisionsforeningen